# Cuptoarele dacice de la Medieșu Aurit
Rezervația arheologică „Cuptoarele dacice de la Medieșu Aurit” reprezintă un complex arheologic unde sunt conservate in situ cuptoare de ars ceramică datând din secolele I-IV d. Hr.

## Amplasare geografică
Situl arheologic de la Medieșu Aurit-Șuculeu se află situat în estul județului Satu Mare întinzându-se pe o suprafață totală de cca. 25 ha, pe terasa sudică a pârâului Racta.
În antichitate, terasa reprezenta un amplasament favorabil pentru locuirea umană.

## Istoric
Pe parcursul  secolelor I-IV d. Hr., în acest loc s-a format o așezare cu caracter de centru de producție a ceramicii, specializat pe fabricarea vaselor de provizii de mari dimensiuni. Descoperirile arheologice indică o prezență etnică dacică, vestigiile germanice întâlnindu-se doar sporadic.
Folosindu-se metode moderne de investigație au fost identificate peste 200 de asemenea cuptoare, situl arheologic de la Medieșu Aurit-Șuculeu reprezentând astfel cel mai mare centru de producție ceramică din spațiul european situat în afara fostului Imperiu Roman.

## Descriere
Atelierele de producție a ceramicii erau formate dintr-o groapă de deservire și un cuptor de ars ceramică cu două camere și cu un perete meridian. Un canal despărțit printr-un perete median constituia legătura prin care pătrundea aerul cald dinspre groapa de deservire spre cuptor. Cuptoarele de la Medieșu Aurit au un caracter unicat în Europa Centrală având dimensiuni care depășesc uneori un diametru de 200 de cm.